# 市野重義
市野 重義（いちの しげよし、1941年 - ）は、陶芸家。兵庫県丹波篠山市今田町立杭出身。

## 略歴
- 関西大学卒
- 1969年 - 1973年、リーチ陶房に在籍。
- フランスのビエノーで、アトリエ・デ・セップの築窯を監督、グループ展にも参加する。
- 1990年、兵庫工芸家展覧会で神戸新聞賞を受賞する。
- 1997年、JR篠山口駅前の記念碑をデザインする。